# 内山融
内山 融（うちやま ゆう、1966年12月20日 - ）は、日本の政治学者。専攻は、日本政治・比較政治。学位は、博士（法学）（東京大学・2000年）。東京大学大学院総合文化研究科教授。妻の藤田由紀子は学習院大学教授（専攻・行政学）・博士（法学）（東京大学・1999年）。

## 経歴
東京都生まれ。開成高等学校卒、1990年東京大学法学部卒業後、通産省入省。1992年東京大学大学院法学政治学研究科助手（学士助手）、東京都立大学法学部助教授、マサチューセッツ工科大学客員研究員などを経て、現職。都議会中継のコメンテーターも務める。
学部では岡義達、助手時代は佐々木毅の指導を受けた。
2000年学位論文「現代日本の国家と市場 : 石油危機以降の市場の脱<公的領域>化」で東京大学より博士（法学）の学位を取得。

## 著書

### 単著
- 『現代日本の国家と市場――石油危機以降の市場の脱〈公的領域〉化』（東京大学出版会, 1998年）
- 『小泉政権――「パトスの首相」は何を変えたのか』中公新書 2007年）

## 論文
- 「『結果志向の通商政策』の政治学（上・下）」『貿易と関税』41巻2号/41巻3号（1993年）
- 「WTOと我が国通商政策の転換――日米自動車協議を事例として」『貿易と関税』47巻1号（1999年）
- 「マスメディア、あるいは第四の権力？」佐々木毅編『政治改革1800日の真実』（講談社, 1999年）
- 「市場」谷口将紀・福田有広編『デモクラシーの政治学』（東京大学出版会, 2002年）
- 「『熱病』の時代――政治改革・行政改革の論理と帰結」『国際社会科学』54号（2004年）
- 「政策アイディアの伝播と制度――行政組織改革の日英比較を題材として」『公共政策研究』5号（2005年）